# Liste des participants à la conférence de la paix de Paris

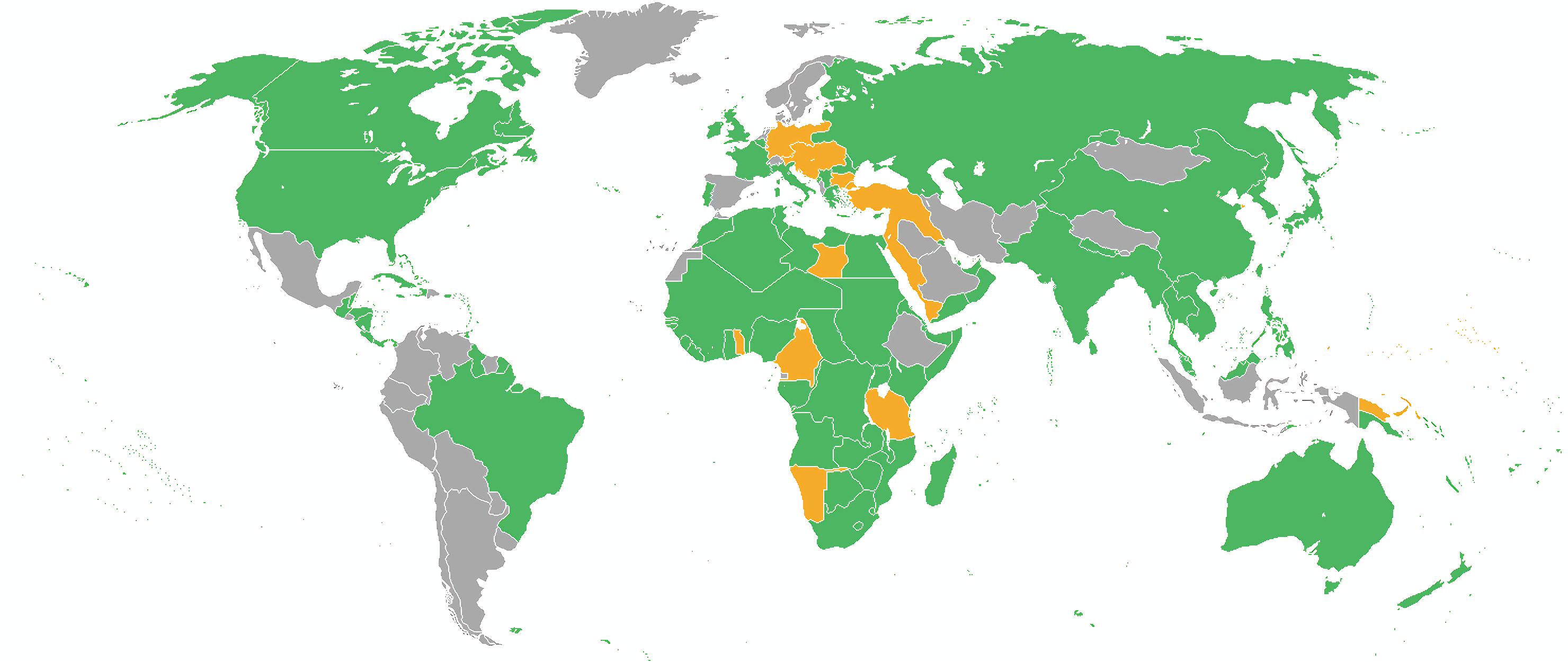
Carte du monde avec les belligérants de la Première Guerre mondiale. Les Alliés sont représentés en vert, les puissances centrales en orange et les pays neutres en gris.

La Conférence de paix de Paris a réuni entre 1919 et 1920 plus de 30 nations au Quai d'Orsay afin de façonner l'avenir du monde après la Première Guerre mondiale.
La RSFS de Russie n'a pas été invitée à y assister, ayant déjà conclu un traité de paix avec les puissances centrales au printemps 1918. Les puissances centrales — l'Autriche-Hongrie, l'Allemagne, la Bulgarie et l'Empire ottoman — n'ont été autorisées à assister à la conférence qu'après que les détails de tous les traités de paix ont été élaborés et convenus. Le principal résultat de la conférence fut le traité de Versailles avec l'Allemagne.

## Délégations signataires

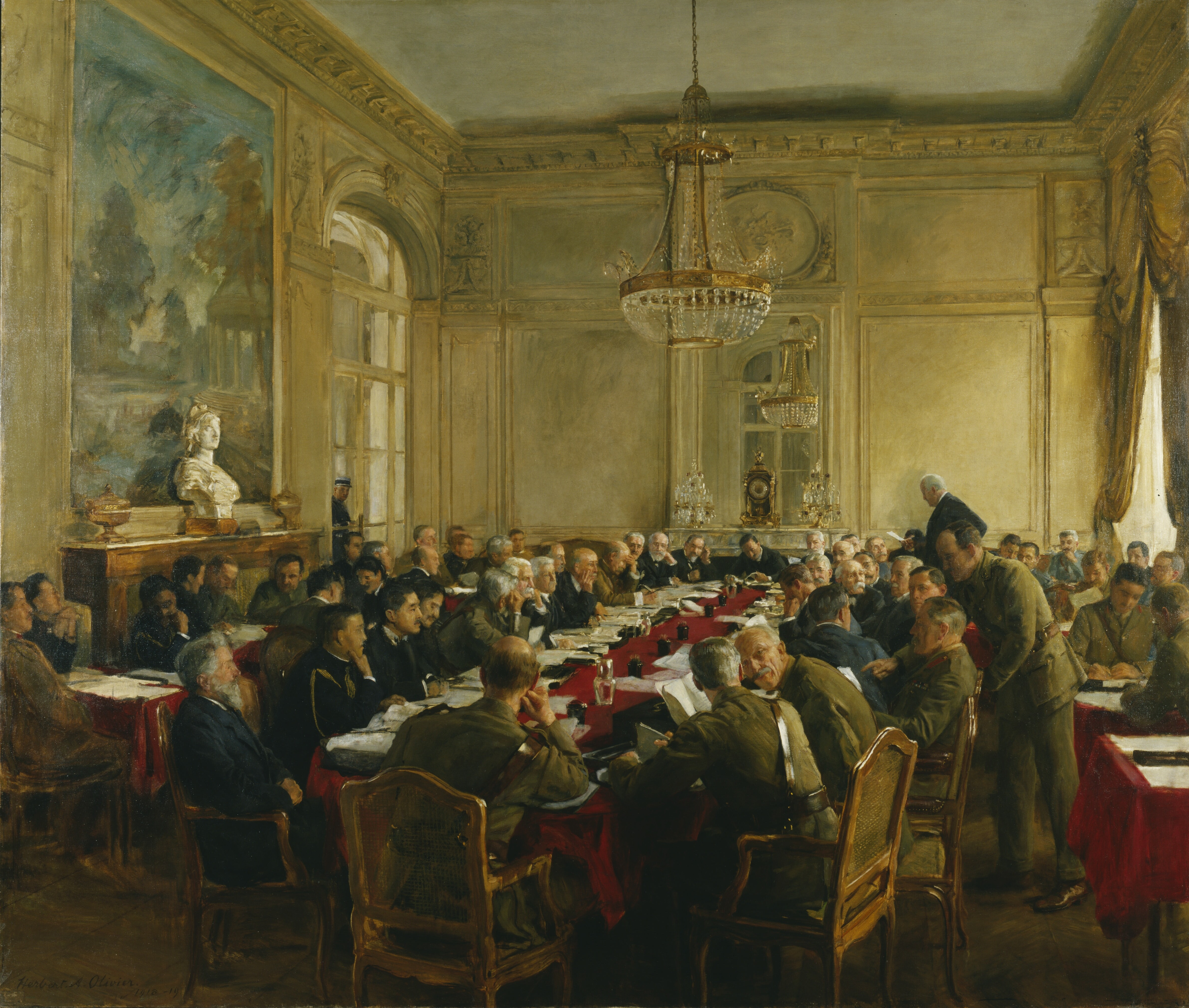
Les principales délégations, avec leurs secrétaires et interprètes, sur un tableau d'Herbert Arnould Olivier.

Cette liste montre toutes les nations et délégations qui ont signé le traité de Versailles. Tous les plénipotentiaires ont signé le traité, sauf indication contraire.
| État                                        | Plénipotentiaires                                                                                         | Remarques |
| ------------------------------------------- | --- | --- |
| Afrique du Sud                              | Jan Smuts Louis Botha                                                                                     | |
| Allemagne                                   | Hermann Müller Johannes Bell                                                                              | L'Allemagne est exclue des négociations, mais Hermann Müller et Johannes Bell, en tant que ministres du gouvernement de la nouvelle République de Weimar, signent le traité en son nom le 29 juin 1919. |
| Australie                                   | Billy Hughes Joseph Cook                                                                                  | |
| Belgique                                    | Paul Hymans Jules Van den Heuvel Emile Vandervelde                                                        | |
| Bolivie                                     | Ismael Montes                                                                                             | |
| Brésil                                      | João Pandiá Calógeras (pt) Rodrigo Otávio de Langgaard Menezes (pt)                                       | |
| Canada                                      | Robert Borden Charles Doherty Arthur Sifton                                                               | A signé sous "Empire britannique". Le premier ministre Borden s'est battu avec succès pour que le Canada obtienne son propre siège à la Conférence, ce que les Britanniques et les Américains ont fini par accepter, ouvrant ainsi la porte à l'Australie, à la Nouvelle-Zélande, à Terre-Neuve, et à l'Afrique du Sud, qui envoyèrent également des représentants. Borden insista également pour être inclus parmi les dirigeants qui signeront le Traité de Versailles ; toutefois, il fut convenu que le Canada signera sous l'égide de l'Empire britannique. |
| Chine                                       | Lou Tseng-Tsiang Wellington Koo Cao Rulin                                                                 | Au moment de la Conférence de paix de Paris, deux gouvernements chinois prétendaient à la légitimité : le gouvernement de Beiyang à Pékin et le mouvement du Kuomintang (KMT) de Sun Yat-sen, basé à Guangzhou. Cependant, ils ont travaillé de concert pour former l'équipe diplomatique unie qui plaiderait la cause de la Chine à Paris. |
| Cuba                                        | Antonio Sanchez de Bustamante                                                                             | |
| Équateur                                    | Enrique Darn y de Alsua                                                                                   | |
| États-Unis                                  | Woodrow Wilson Robert Lansing Henry White Tasker H. Bliss                                                 | |
| France                                      | Georges Clemenceau Stephen Pichon Louis-Lucien Klotz André Tardieu Jules Cambon                           | |
| Grèce                                       | Eleftherios Venizelos Nicolas Politis                                                                     | |
| Guatémala                                   | Joaquín Méndez                                                                                            | |
| Haïti                                       | Tertullien Guilbaud                                                                                       | |
| Hedjaz                                      | Rustem Haioar Abdul Hadi Aouni                                                                            | Absorbé plus tard par l'Arabie Saoudite. |
| Honduras                                    | Policarpo Bonilla                                                                                         | |
| Inde                                        | Edwin Samuel Montagu Ganga Singh                                                                          | |
| Italie                                      | Vittorio Emanuele Orlando Sidney Sonnino Guglielmo Imperiali Silvio Crespi                                | |
| Japon                                       | Saionji Kinmochi Makino Nobuaki Chinda Sutemi Matsui Keishirō                                             | |
| Libéria                                     | Charles D. B. King                                                                                        | |
| Nouvelle-Zélande                            | William Ferguson Massey                                                                                   | |
| Nicaragua                                   | Salvador Chamorro                                                                                         | |
| Panama                                      | Antonio Burgos                                                                                            | |
| Pérou                                       | Carlos de Candamo                                                                                         | |
| Pologne                                     | Ignacy Jan Paderewski Roman Dmowski                                                                       | |
| Portugal                                    | Afonso Costa Augusto Soares                                                                               | |
| Roumanie                                    | Ion I. C. Brătianu Constantin Coandă                                                                      | |
| Royaume des Serbes, Croates et Slovènes     | Nikola Pašić Ante Trumbić Milenko Radomar Vesnić Slobodan Jovanović Miodrag Ibrovac                       | Deviendra la Yougoslavie |
| Royaume-Uni de Grande-Bretagne et d'Irlande | David Lloyd George Bonar Law Alfred Milner, 1st Viscount Milner Arthur James Balfour George Nicoll Barnes | |
| Siam                                        | Charoonsakdi Kritakara Traidos Prabandhu                                                                  | |
| Tchécoslovaquie                             | Karel Kramář Edvard Beneš                                                                                 | |
| Uruguay                                     | Juan Antonio Buero                                                                                        | |

## Autres représentants nationaux

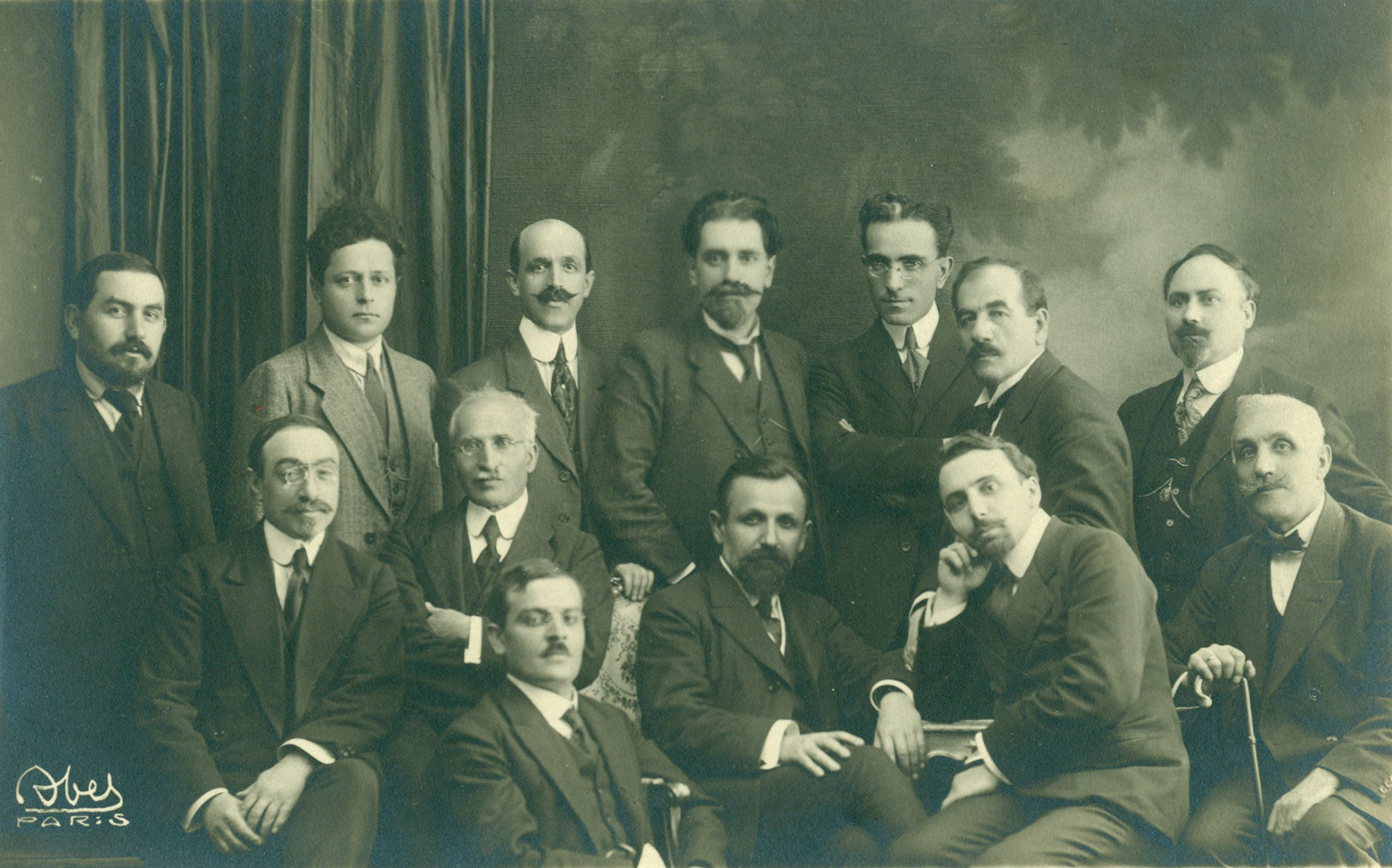
La délégation de la Première République d'Arménie lors de la Conférence de paix de Paris.

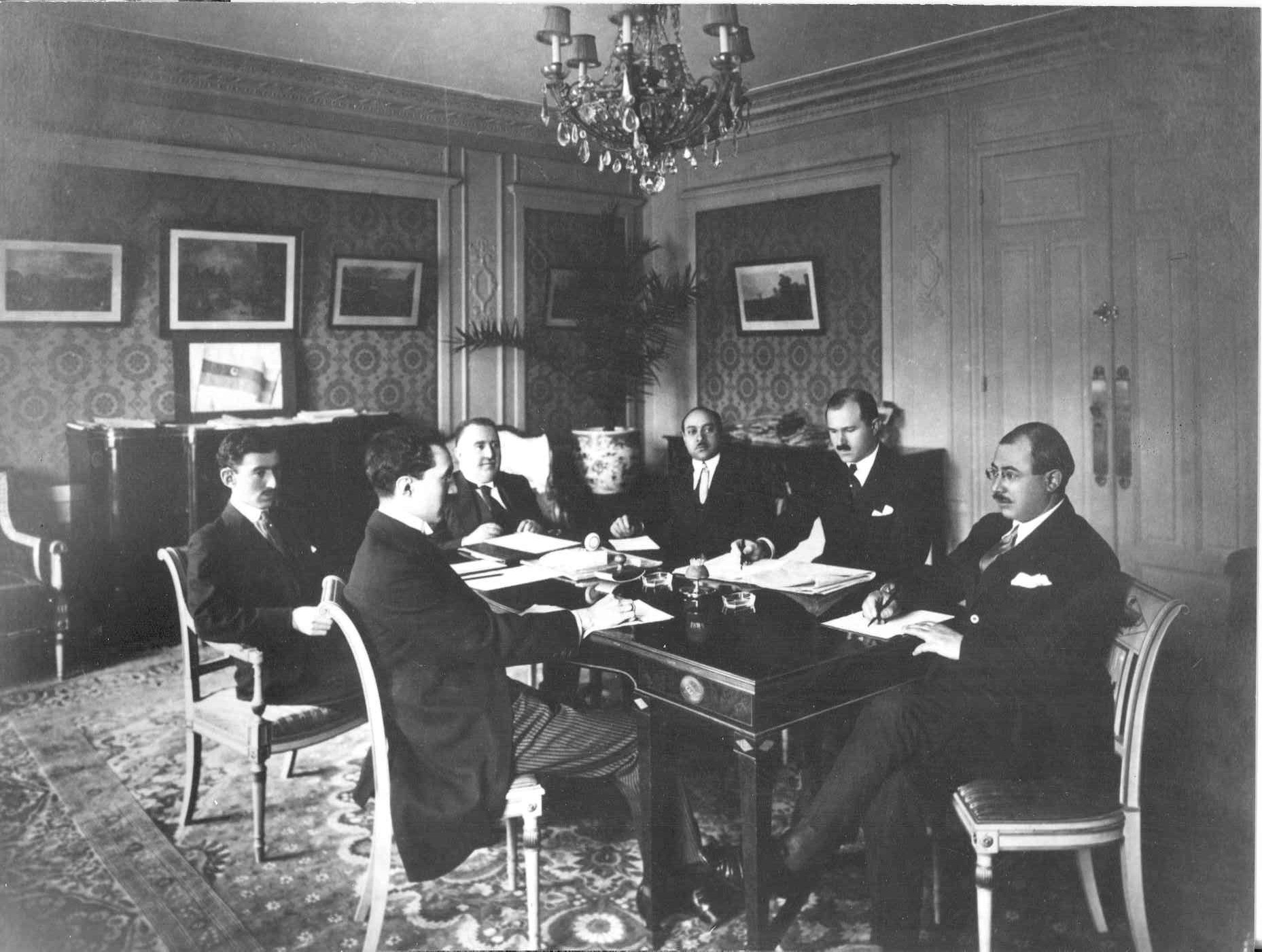
La délégation de la République Démocratique d'Azerbaïdjan à l'Hôtel Claridge lors de la conférence de paix de Paris.

Bien qu'elles n'aient pas signé les traités, d'autres délégations ont été envoyées aux conférences de paix de Paris, certaines sans y être invitées, afin de représenter leurs intérêts nationaux.
| Nation                                            | Representatives | Notes |
| ------------------------------------------------- | --- | --- |
| Délégation arabe.                                 | Fayçal Ier Lawrence d'Arabie | Faiçal, futur roi d'Irak, plaidait pour la création royaume arabe. Lawrence d'Arabie faisait office d'interprète,. |
| Arménie                                           | Avetis Aharonian Hamo Ohanjanyan Armen Garo | |
| Délégation aroumaine                              | Comité National du Pinde | Souhaitait établir une entité aroumaine autonome. |
| Azerbaïdjan                                       | Alimerdan Bey Toptchoubachov | |
| Biélorussie                                       | Anton Loutskievitch | Souhaitait obtenir la reconnaissance internationale de l'indépendance biélorusse. |
| Gouvernement provisoire de la République de Corée | Kim Kyu-sik | Représentait le Gouvernement provisoire de la République de Corée, en exil en Chine. |
| Estonie                                           | Jaan Poska Nikolai Köstner Jaan Tõnisson Ants Piip Kaarel Robert Pusta Mihkel Martna Eduard Laaman Joakim Puhk | Souhaitait obtenir la reconnaissance internationale de l'indépendance estonienne,. |
| Géorgie                                           | Nikolay Chkheidze Irakli Tsereteli Zurab Avalishvili | |
| Irlande                                           | Seán T. O'Kelly | La République Irlandaise, proclamée à la suite de l'insurrection de Pâques de 1916 mais reconnue par personne, envoya des délégués dans l'espoir de changer cet état de fait et d'accéder à la reconnaissance internationale, mais cette tentative échoua,.                       |
| Lettonie                                          | Jānis Čakste | Souhaitait obtenir la reconnaissance internationale de l'indépendance lettonne,. |
| Seconde délégation libanaise                      | Elias Hoyek | Souhaitait obtenir la reconnaissance internationale de l'indépendance libanaise. |
| Lituanie                                          | Augustinas Voldemaras Oskars Milašius Martynas Yčas (lt) Tomas Naruševičius Petras Klimas Simonas Rozenbaums (ru) Max Soloveichik (en) Alfredas Jonas Tiškevičius Jonas Žilius Bronius Kazys Balutis (en) Juozas Dabužis (lt) Antanas Smetona. | Souhaitait obtenir la reconnaissance internationale de l'indépendance lituanienne,. |
| Monténégro                                        | Nicolas Ier | L'unification de la Serbie et du Monténégro le 18 novembre 1918 est contestée par le roi en exil du Monténégro. Malgré le soutien de l'Italie, le Monténégro se voit refuser un siège officiel aux conférences de paix, et l'unification de la Serbie-et-Monténégro est reconnue. |
| République montagnarde du Caucase du Nord         | Abdulmajid Tapa Tchermoeff | |
| État russe                                        | Sergueï Sazonov | Les puissances alliées refusent de reconnaître le gouvernement bolchevique de Russie et invitent à la place des représentants du Conseil provincial russe (présidé par le prince Lvov), successeur de l'Assemblée constituante russe et bras politique du mouvement blanc russe,. |
| Saint-Marin                                       | M. Bucquet | [ 16 ] |
| Terre-Neuve                                       | William F. Lloyd | [ 17 ] |
| Tonga                                             | Sālote Tupou III | |
| Ukraine                                           | G.Sidorenko M.Tyshkevich | |
| Viêtnam                                           | Hô Chi Minh | Ho Chi Minh a adressé une requête à la conférence, demandant l'autodétermination et l'indépendance du peuple vietnamien,. |

## Représentants non nationaux

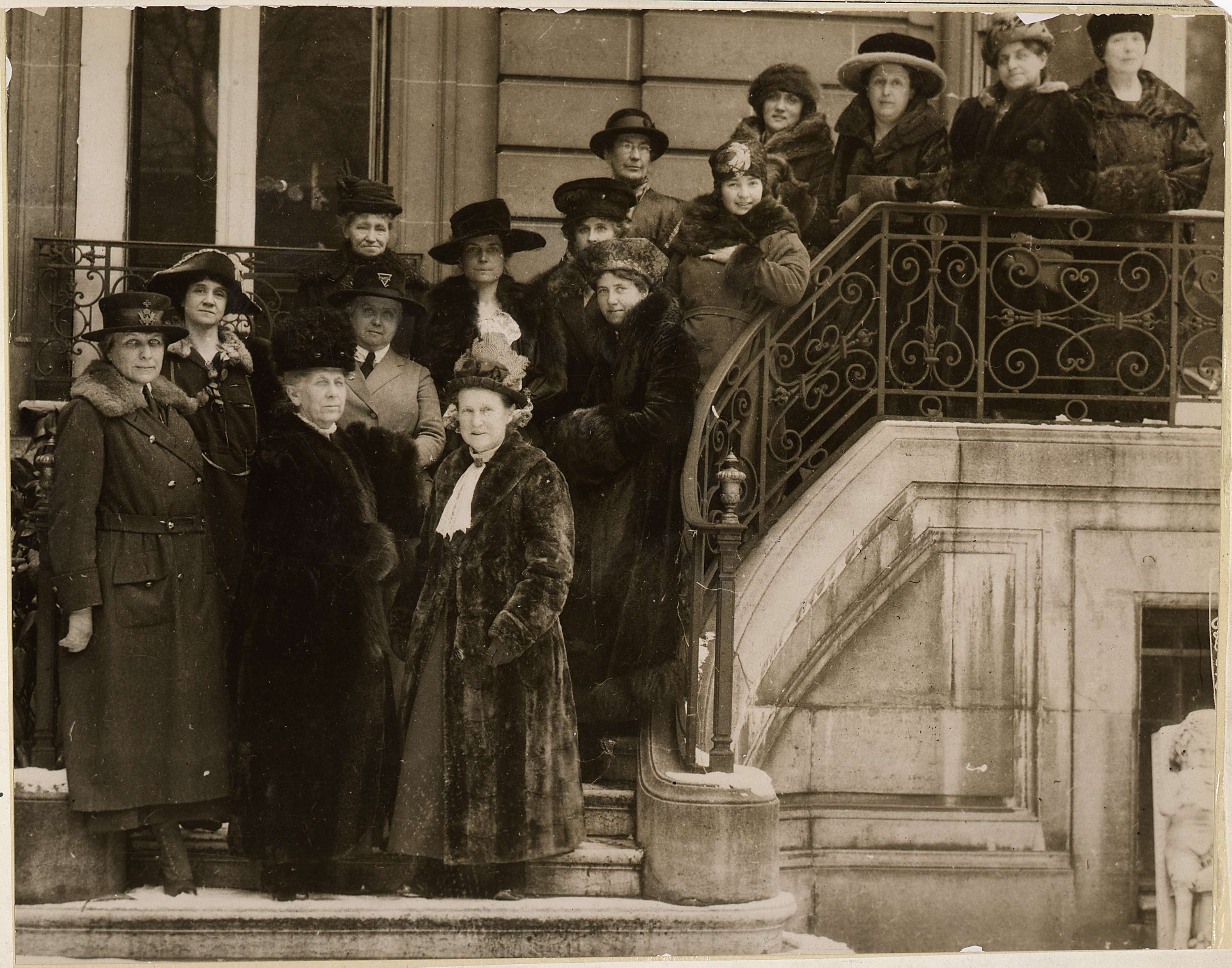
Conférence des femmes interalliées.

D'autres délégations non nationales ou pan-nationales étaient présentes à Paris, dans l'espoir d'obtenir de la part des alliés certaines conditions en rapport avec les causes qu'elles défendaient.
| Grouper                            | Personnes majeures              | Remarques |
| ---------------------------------- | ------------------------------- | --- |
| Premier congrès panafricain        | WEB Du Bois Ida Gibbs (en)      | Tenu en février 1919 afin de pétitionner les alliés sur les questions africaines.                                           |
| Conférence des femmes interalliées | Marguerite de Witt-Schlumberger | Convoqué et réuni du 10 février au 10 avril 1919.                                                                           |
| Sionistes                          | Dr Chaïm Weizmann               | 117 représentants sionistes ont assisté à la conférence, faisant pression pour l'établissement d'un État juif en Palestine. |

## Oublis
La Principauté d'Andorre n'a pas été invitée à la Conférence, en raison d'un « oubli ». La question de la sortie de guerre andorrane a finalement été résolue le 24 septembre 1958, lorsqu'un traité de paix a été signé.